# Earvine Bassoumba
Earvine Bassoumba, né le 27 janvier 1996 à Brazzaville en République du Congo, est un joueur franco-congolais de basket-ball. Il évolue au poste de pivot.

## Biographie
Il rejoint le Rouen Métropole Basket en 2016 quittant alors Le Mans, son club formateur. Il passera 5 saisons dans ce club avant de rejoindre pour 14 matchs seulement l'équipe de Denain Voltaire. Après ça, il rejoint l'équipe du HTV Basket en NM1, où il tournera à 8 points de moyenne sur les 12 matchs disputés. Il rejoignit à l'intersaison le club du Caen Basket Calvados en vue de la saison 2023-2024.

## Clubs successifs
- 2016-2017 :  Le Mans Sarthe Basket (Pro A)
- 2017-2022 :  Rouen Métropole Basket (Pro B)
- 2022-2023 :  Association sportive Cail Denain Voltaire Porte du Hainaut (Pro B)
- 2022-2023 :  HTV Basket (NM1)
- depuis 2023 :  Caen Basket Calvados (NM1)